# Delta Force: Black Hawk Down
Delta Force: Black Hawk Down шести је наставак из серијала Delta Force. Издавач је компанија NovaLogic. Игра је изашла за Windows 23. марта 2003, а за PlayStation 2 и Xbox 26. јула 2005. Игра је смештена у ране деведесете, током УНИТАФ-ове мисије у Сомалији. Мисије у игри су пре свега смештене у пустињнском рејону и у Могадишу, главном граду Сомалије.